# Tour Down Under 2003
Le Tour Down Under 2003 est la cinquième édition du Tour Down Under, course cycliste par étapes qui s'est déroulée du 21 au 26 janvier.
Cette édition est remportée par le coureur espagnol Mikel Astarloza.

## Équipes participantes
| Team UniS-Australia | Quick Step-Davitamon | AG2R Prévoyance       | Ceramica Panaria-Fiordo |
| United Water        | Team CSC             | Crédit agricole       | Saeco                   |
| Lotto-Domo          | Team Telekom         | La Française des jeux | ONCE-Eroski             |

## Résultats des étapes
| Nb | Date       | Étape                   | km       | Vainqueur        | Leader du général |
| -- | ---------- | ----------------------- | -------- | ---------------- | ----------------- |
| 1  | 21 janvier | Adelaide                | 50,0 km  | Baden Cooke      | Baden Cooke       |
| 2  | 22 janvier | Jacob's Creek - Kapunda | 140,0 km | Fabio Sacchi     | Fabio Sacchi      |
| 3  | 23 janvier | Glenelg - Hahndorf      | 164,0 km | Robbie McEwen    | Fabio Sacchi      |
| 4  | 24 janvier | Unley - Goolwa          | 144,0 km | Baden Cooke      | Fabio Sacchi      |
| 5  | 25 janvier | Willunga - Willunga     | 147,0 km | Giampaolo Caruso | Mikel Astarloza   |
| 6  | 26 janvier | Adelaide                | 90,0 km  | Graeme Brown     | Mikel Astarloza   |

## Classement final
| Pos. | Coureur           | Pays      | Temps            |
| ---- | ----------------- | --------- | ---------------- |
| 1    | Mikel Astarloza   | Espagne   | 17 h 17 min 45 s |
| 2    | Lennie Kristensen | Danemark  | m.t.             |
| 3    | Stuart O'Grady    | Australie | + 4 s            |
| 4    | Giampaolo Caruso  | Italie    | m.t.             |
| 5    | Paolo Lanfranchi  | Italie    | + 6 s            |
| 6    | Xavier Florencio  | Espagne   | + 7 s            |
| 7    | Patrick Jonker    | Australie | + 9 s            |
| 8    | David Cañada      | Espagne   | + 13 s           |
| 9    | Steffen Wesemann  | Suisse    | + 15 s           |
| 10   | Cadel Evans       | Australie | m.t.             |

## Classement des étapes
| Pos. | Coureur       | Pays      | Temps |
| ---- | ------------- | --------- | ----- |
| 1    | Baden Cooke   | Australie | ?     |
| 2    | Robbie McEwen | Australie | m.t.  |
| 3    | Luca Paolini  | Italie    | m.t.  |
| 4    | Julian Dean   | Australie | m.t.  |
| 5    | Allan Davis   | Australie | m.t.  |

| Pos. | Coureur           | Pays      | Temps  |
| ---- | ----------------- | --------- | ------ |
| 1    | Fabio Sacchi      | Italie    | ?      |
| 2    | Robbie McEwen     | Australie | + 14 s |
| 3    | Cédric Hervé      | France    | m.t.   |
| 4    | Andy Flickinger   | France    | m.t.   |
| 5    | Lennie Kristensen | Danemark  | m.t.   |

| Pos. | Coureur        | Pays      | Temps |
| ---- | -------------- | --------- | ----- |
| 1    | Robbie McEwen  | Australie | ?     |
| 2    | Graeme Brown   | Australie | m.t.  |
| 3    | Stuart O'Grady | Australie | m.t.  |
| 4    | Allan Davis    | Australie | m.t.  |
| 5    | Luca Paolini   | Italie    | m.t.  |

| Pos. | Coureur           | Pays      | Temps |
| ---- | ----------------- | --------- | ----- |
| 1    | Baden Cooke       | Australie | ?     |
| 2    | Graeme Brown      | Australie | m.t.  |
| 3    | Stuart O'Grady    | Australie | m.t.  |
| 4    | Robbie McEwen     | Australie | m.t.  |
| 5    | Ashley Hutchinson | Australie | m.t.  |

| Pos. | Coureur           | Pays      | Temps |
| ---- | ----------------- | --------- | ----- |
| 1    | Giampaolo Caruso  | Italie    | ?     |
| 2    | Steffen Wesemann  | Suisse    | m.t.  |
| 3    | Paolo Lanfranchi  | Italie    | m.t.  |
| 4    | Stuart O'Grady    | Australie | m.t.  |
| 5    | Lennie Kristensen | Danemark  | m.t.  |

| Pos. | Coureur        | Pays      | Temps |
| ---- | -------------- | --------- | ----- |
| 1    | Graeme Brown   | Australie | ?     |
| 2    | Baden Cooke    | Australie | m.t.  |
| 3    | Jaan Kirsipuu  | Estonie   | m.t.  |
| 4    | Stuart O'Grady | Australie | m.t.  |
| 5    | Tom Boonen     | Belgique  | m.t.  |